# Josef Siegers (Leichtathlet)
Josef Siegers (* 15. Oktober 1907 in Köln; † unbekannt) war ein deutscher Leichtathlet, der sich auf den 10.000-Meter-Lauf spezialisiert hatte.

## Karriere
Josef Siegers gewann mit persönlicher Bestzeit von 31:43,8 Minuten bei den Deutschen Meisterschaften 1936 die Bronzemedaille über 10.000 Meter. Bei den Olympischen Spielen 1936 in Berlin belegte er Rang 22 im 10.000-Meter-Lauf.